# Ana Marija Marović
Službenica Božja s. Ana Marija Marović (Venecija, 7. veljače 1815. – Venecija, 3. listopada 1887.) talijansko-hrvatska redovnica i utemeljiteljica redovničke družbe

## Životopis
Ana Marović potječe iz Dobrote, gradića na istočnoj obali Kotorskog zaljeva. Anina majka bila je Marija iz obitelji Ivanović, a otac Josip Marović, sin Tome i Agnjeze, oboje iz Dobrote. Vjenčali su se u Veneciji, 1808. g. Naime Anini roditelji, kao i mnogi drugi Bokelji početkom 19. st., imali su osim svoga doma u Boki još i kuću u Veneciji. Tako se i djevojčica Ana rodila u Veneciji, 7. veljače 1815. g. Uz ime Ana, djevojčica je na krštenju još dobila i imena Lucija Agneza. 
Kad je došlo vrijeme za školu, roditelji su joj našli kućnog učitelja. Bio je to poznat venecijanski svećenik Daniele Canal. Kad su u 18. godini Anina života njezini roditelji doznali da želi poći u samostan, u kući je nastala prava uzbuna. I roditelji i rodbina, naročito jedan stric, uložili su sve kako bi to spriječili. Stoga je Ana nastavila živjeti u roditeljskoj kuću, baveći se pisanjem poezije i slikanjem. Zanimljivo je i da se je bavila uzgojem kanarinaca. Osim u poeziji i u slikarstvu Ana se trudila i u osnivanju raznih nabožnih društava, restauraciji napuštenih crkava i u drugim raznim oblicima kršćanskog apostolata. Godine 1838. osniva Pobožno društvo posvećeno tajni Srca Isusova, u kojemu se doskora okupilo 3 000 članova. Treba naglasiti da je ona socijalno radila ne samo u otmjenim palačama među služinčadi, nego i u siromašnim dijelovima Venecije. Zalazila je u tamne uličice velika grada i donosila siromašnoj bolesnoj djeci lijekove, hranu i odijela, koje je nabavila od novca što ga je zaradila uzgojem kanarinaca. 
Kad su to okolnosti dopustile, dana 30. lipnja 1862. g. pokrenula je novu žensku redovničku družbu - Pobožno djelo za otpuštene iz zatvora. Naime žene i djevojke koje bi se nakon odslužene zatvorske kazne ponovno našle na slobodi često su nailazile na zatvorena vrata svojih domova. Osnutkom te družbe Ana i mons. Canal željeli su pomoći tim ženama i vratiti ih dostojanstvenom životu. U isto vrijeme Ana nije zapustila svoj umjetnički život, posebice slikanje i pisanje. No najviše ju je zaokupljala briga kako oko sebe okupiti suradnice i kako utemeljiti novu družbu. Dana 21. studenoga 1864. obukla je s drugih sedam susestara, u prisutnosti Danielea Canala, redovničko odijelo novog instituta posvećenoga života, nazvana Družba za naknadu uvreda nanesenih Presvetom Srcu Isusovu. Tom zgodom Ana uzima i redovničko ime Ana Marija. U novu kuću, novi institut 8. prosinca 1864. g. ulazi osam mladih djevojaka dovedenih iz zatvora Giudecca. Pravilo za život u institutu, koje je s. Ana Marija sastavila, odobrio je papa bl. Pio IX. i time prihvatio novu kongregaciju u Katoličkoj crkvi. Institut se tada službeno nazvao Institut sestara obnoviteljica posvećenih presvetim Srcima Isusa i Bezgrješne Marije. Svećenik Carlo Salerio 2. rujna 1815. g. u Milanu utemeljio je s Carolinom Orsenigo ustanovu koju je prozvao "Nazaretska kuća". O. Carlo nije osobno poznavao Anu Mariju Marović, ali mu je bila poznata njezina proza i poezija. Dana 16. rujna 1864. g. prvi puta slavila se misa u novoj kapeli "Nazaretske kuće". Na tu je svečanost bila pozvana i s. Ana Marija. Tom prigodom o. Carlo priopćio joj je da mu se čini da bi bilo dobro kad bi se te dvije družbe ujedinile u jednu. S. Ana Marija shvatila je da se od nje traži čin poniznosti. Skinula je svoj habit, žrtvovala svoje brižno sastavljene konstitucije i primila konstitucije i habit milanskih redovnica. Kad je poslije toga došla vrhovna glavarica nove družbe u Veneciju, s. Ana Marija u habitu te nove družbe zamolila je klečeći da ju primi u svoju družbu kao običnu redovnicu. O. Salerio poslao je s. Anu Mariju i jednu redovnicu iz Milana na audijenciju papi Piju IX. 1869. Trebalo je papi predstaviti novi institut i zatražiti odobrenje za njegov rad. Uskoro s. Ana Marija postaje i vrhovna poglavarica te ujedinjene družbe. 
Godine 1880. s. Ana Marija Marović počinje pobolijevati. Sve je teže mogla obavljati tešku obvezu glavne poglavarice družbe. 
Godine 1884. umro je njezin duhovni učitelj mons. Daniele Canal, a 3. listopada 1887. g. otišla je i ona u vječnost.
Godine 1932. tjelesni ostatci s. Ane Marije Marović prenijeti su sa spomenutoga groblja na otočiću sv. Mihovila i položeni u kapelu sv. Volta u Institutu "Canal Marovich", dakle u sjedište prvotne družbe. 

## Umjetnički rad Ane Marije Marović
Svoje pjesme u dvadesetoj godini života objavljuje pod pseudonimom Filotea. Većina pjesama nastala je od 1834. do 1851. g. i one otkrivaju njezin dubok duhovni život. Filoteini stihovi izlaze u Veneciji i sadrže 53 soneta i 20 ostalih pjesama. Pisala je i prozna djela, npr. Il mese di luglio... (Mjesec srpanj...), Venecija, 1838. g., i Pie conversacioni sulla vita di s. Dorotea V. M. (Pobožni razgovori o životu sv. Doroteje, djevice i mučenice), Venecija, 1839. g. Tijekom života Ane Marije Marović tiskano je 12 njezinih knjiga, pjesama i proze. Osim već navedenih radova Ana Marija Marović napisala je još nekoliko knjižica, od kojih su nam poznate: Kršćansko stanovište o ženskom odijevanju, Pravila za kršćanski život djevojaka, Molitve i upute za valjanu svetu ispovijed i pričest, Razmatranje o Božjoj ljubavi, O pravoj pobožnosti, Uspomene. Sva su ta djela pisana na talijanskome jeziku.
Njezin književni rad je uglavnom proza kontemplativnog ili moralno-didaktičkog sadržaja. Pjesme su joj nekako prekinute i nedopjevane. Pjesnički sadržaj tih skromnih a ponekad i prigodnih soneta, njihov pjesnički supstrat sadrži potencijalnost jedne duboke mističke lirike. 
U isto vrijeme Ana je razvijala i svoj umjetnički talent na planu likovne umjetnosti. Tako je i danas zapažena njezina slika Madonna u crkvi S. Maria del Pianto.

## Tijek procesa za beatifikaciju
Nakon smrti Ane Marije, 3. listopada 1887. g., otvoren je dijecezanski proces za njezinu beatifikaciju, a vođen je između dva svjetska rata. Otvorenje višeg procesa, odnosno čitanje njenih spisa započeto je u Kongregaciji za proglašenje svetaca u prosincu 1961. g. Postupak se i dalje nastavlja prema ustaljenom redoslijedu. Nažalost, već je postala ustaljena rutina da predmet, tzv. positio odnosno zamolba, podnesena 1993. g. stiže na razmatranje nakon dvanaest ili čak i više godina. A cjeloviti naslov positija glasi: Congregatio de causis sanctorum P. N. 686.; Venetiarum canonizationis Servae Dei Annae Mariae Maroviech ex Instituto sororum a reparatione, SS. Cordium Jesu et Mariae Immaculatae (1815. – 188): Positio super Virtutibus, Rim, 1993. Ipak, 2. prosinca 2005. g. positio je razmatran u teološkom sjedištu i svi su stavovi bili pozitivni. Nadalje je podnijeta zamolba da bi positio bio predstavljen i razmatran na jednom od sljedećih zasjedanja Kongregacije. To znači da je za Kongregaciju svetih časna službenica Božja Ana Marija Marović obavljala službu i da je pritom iskazivala herojske vrline. 
Ivan Kukuljević Sakcinski pisao je o njoj u svom djelu o slikaricama u Južnih Slavena, Šime Ljubić ju je uvrstio u svoj biografski rječnik uglednika iz Dalmacije, C. von Wurzbach ju je uvrstio u biografski leksikon austrijskog carstva. Sonete Ane Marije Ivanović iz prvog izdanja uspješno je preveo kulturni i crkveni povjesničar don Gracija Ivanović.